# Бенський ліс
Бенський ліс — розташован в Білгород-Дністровському районі Одеської області, поблизу сіл Вигон та Польове Шабівської сільської громади. Ліс належить до Старокозацького лісництва і названий на честь Івана Бені, засновника села Польове, яке до 1945 року називалося Бені.

## Історія
Бенський ліс пов’язаний із історією села Польове, яке виникло після захоплення Буджаку Російською імперією у 1812 році. Засновником поселення був Іван Беня, який збудував перші три будинки вздовж шляху на Ізмаїл, надаючи підтримку мандрівникам і чумакам. Після його смерті село назвали Бені, а прилеглий ліс отримав назву Бенський. У 1945 році село перейменували на Польове за постановою Ради Міністрів СРСР, але назва лісу збереглася.
За переказами місцевих жителів, у роки Другої світової війни німецькі окупанти вивозили з території села чорнозем і перегній для сільського господарства, що свідчить про родючість земель навколо Бенського лісу.

## Географія
Бенський ліс розташований поблизу автотраси Білгород-Дністровський—Монаші, між селами Вигон і Польове. Це штучно створена лісосмуга, типова для степової зони України, призначена для захисту ґрунтів від ерозії та регулювання кліматичних умов.  
Ліс є частиною екосистеми регіону, де домінує степова рослинність, зокрема ковила, пирій і костриця, а в лісосмугах переважають біла акація, клен, тополя і дуб. Бенський ліс відіграє важливу роль у захисті прилеглих сільськогосподарських угідь і населених пунктів від вітрової ерозії.

## Пожежа 2023 року
8 липня 2023 року поблизу Бенського лісу сталася масштабна пожежа, спричинена займанням сухої трави вздовж траси Білгород-Дністровський—Монаші, неподалік села Випасне. Через сильний вітер вогонь швидко поширювався, наближаючись до молодих насаджень лісу та приватних будинків. Рятувальники Білгород-Дністровського районного управління ДСНС, за підтримки підрозділів із Шабо та Сергіївки, оперативно ліквідували пожежу, запобігши її поширенню на ліс і житлові будівлі. Загальна площа, охоплена вогнем, склала 1500 м², а гасіння тривало близько двох годин. Попередня причина — занесення джерела запалювання ззовні.

## Екологічні ініціативи
21 вересня 2024 року в рамках Всесвітнього дня прибирання «World Cleanup Day» у Бенському лісі відбулася акція з прибирання сміття, організована філією «ОКЦ “Дивосвіт”» села Вигон і місцевою бібліотекою Шабівської громади. У заході взяли участь працівники культури, учнівська молодь і місцеві жителі, які прагнули підтримати чистоту лісу та сприяти формуванню культури відповідального поводження з відходами. Акція проходила під гаслом «Зробимо Україну чистою разом!» і була частиною глобальної ініціативи ООН.

## Значення
Бенський ліс має не лише екологічне, а й історико-культурне значення, зберігаючи пам’ять про Івана Беню та ранню колонізацію Буджаку. Ліс є важливим елементом місцевого ландшафту, захищаючи родючі чорноземи регіону, які історично приваблювали переселенців і навіть використовувалися окупантами під час Другої світової війни. Сьогодні він залишається об’єктом уваги місцевих громад, які дбають про його збереження через екологічні ініціативи.